# Liberalni Demokraci
Liberalni Demokraci (ang. Liberal Democrats, LD, LDEM, pot. Lib Dems; oficj. Social and Liberal Democrats) – brytyjska socjalliberalna partia polityczna. Powstała w 1988 w wyniku połączenia Partii Liberalnej i Partii Socjaldemokratycznej.
Partia jest członkiem Partii Europejskich Liberałów, Demokratów i Reformatorów oraz Międzynarodówki Liberalnej. Jest najbardziej przychylna Unii Europejskiej spośród głównych partii brytyjskich.
Do 2015 r. byli trzecią co do wielkości brytyjską partią polityczną, do 2010 nigdy nie uczestniczyli w sprawowaniu rządów. LD za przyczynę uznaje obowiązujący w Wielkiej Brytanii system większościowy i postuluje jego zmianę na proporcjonalny. W wyborach do Izby Gmin w 2005 partia zdobyła 22,1% głosów, co dało jej 62 (9,6%) mandaty. W wyborach w 2010 roku uzyskała 23% głosów, co jednak przełożyło się na mniejszą liczbę mandatów – 57. Współtworzyła wówczas rząd z Partią Konserwatywną, na czele którego stanął David Cameron.
Po wyborach parlamentarnych w 2015, w których Liberalni Demokraci zdobyli jedynie 8 miejsc w Izbie Gmin, Nick Clegg ustąpił z funkcji lidera partii.

## Liderzy liberalnych demokratów
Liderzy Liberalnych Demokratów
|                   | Początek kadencji    | Koniec kadencji      |
| ----------------- | -------------------- | -------------------- |
| David Steel1      | 7 lipca 1987         | 16 lipca 1988        |
| Bob Maclennan2    | 6 sierpnia 1987      | 16 lipca 1988        |
| Paddy Ashdown     | 16 lipca 1988        | 9 sierpnia 1999      |
| Charles Kennedy   | 9 sierpnia 1999      | 7 stycznia 2006      |
| Menzies Campbell3 | 2 marca 2006         | 15 października 2007 |
| Vince Cable4      | 15 października 2007 | 18 grudnia 2007      |
| Nick Clegg        | 18 grudnia 2007      | 16 lipca 2015        |
| Tim Farron        | 16 lipca 2015        | 20 lipca 2017        |
| Vince Cable       | 20 lipca 2017        | 22 lipca 2019        |
| Jo Swinson        | 22 lipca 2019        | 13 grudnia 2019      |
| Ed Davey5         | 13 grudnia 2019      | 27 sierpnia 2020     |
| Sal Brinton5      | 13 grudnia 2019      | 27 sierpnia 2020     |
| Mark Pack5 6      | 13 grudnia 2019      | 27 sierpnia 2020     |
| Ed Davey          | 27 sierpnia 2020     |                      |

- 1 Wspólny tymczasowy lider, jako lider Partii Liberalnej przed zjednoczeniem
- ² Wspólny tymczasowy lider, jako lider Partii Socjaldemokratycznej przed zjednoczeniem
- ³ Pełniący obowiązki (7 stycznia 2006 – 2 marca 2006)
- 4 Pełniący obowiązki (15 października 2007 – 18 grudnia 2007)
- 5 Wspólni tymczasowi liderzy po rezygnacji Jo Swinson w dniu 13 grudnia 2019
- 6 Od 1 stycznia 2020

Liderzy Liberalnych Demokratów w Izbie Lordów
|                  | Początek kadencji    | Koniec kadencji      |
| ---------------- | -------------------- | -------------------- |
| Roy Jenkins      | 16 lipca 1988        | 4 maja 1997          |
| Bill Rodgers     | 4 maja 1997          | 13 czerwca 2001      |
| Shirley Williams | 13 czerwca 2001      | 22 czerwca 2004      |
| Tom McNally      | 22 czerwca 2004      | 15 października 2013 |
| Jim Wallace      | 15 października 2013 | 13 września 2016     |
| Richard Newby    | 13 września 2016     |                      |

## Poparcie
| Wybory | Poparcie | Zmiana punktów procentowych | Mandaty (Izba gmin) | Zmiana |
| ------ | -------- | --------------------------- | ------------------- | ------ |
| 1992   | 17,80%   | –                           | 20                  | –      |
| 1997   | 16,80%   | 1                           | 46                  | 26     |
| 2001   | 18,30%   | 1,3                         | 52                  | 6      |
| 2005   | 22,05%   | 3,75                        | 62                  | 10     |
| 2010   | 23,00%   | 0,95                        | 57                  | 5      |
| 2015   | 7,90%    | 15,1                        | 8                   | 49     |
| 2017   | 7,40%    | 0,5                         | 12                  | 4      |
| 2019   | 11,50%   | 4,1                         | 11                  | 1      |
| 2024   | 12,20%   | 0,7                         | 72                  | 61     |